# Anneka Svenska
Anneka Tanaka-Svenska (* 26. ledna 1974) je moderátorka televizních pořadů o přírodě, ochránkyně přírody a vedoucí kampaní na ochranu zvířat. Žije ve Spojeném království a více než 20 let se věnuje práci s vlky a psy.
Anneka začala vystupovat na britských televizních kanálech na konci 90. let 20. století, především jako moderátorka velmi úspěšného pořadu outTHERE (který byl vysílán po 3 roky). Objevila se také v řadě dalších televizních pořadů, včetně filmu o Stevu Irwinovi, který byl zároveň poctou "lovci krokodýlů". V poslední době se Anneka Svenska věnuje natáčení videí o ochraně zvířat na YouTube, především pak o kontroverzi ohledně politicky povoleného vybíjení jezevců v Británii. Na začátku roku 2016 se také objevila v krátkém filmu The Black Mambas: A Helping Rhinos Film o ochraně nosorožců, jenž vyprávěl a produkoval Nigel Marven.